# 李存勗
李 存勗（り そんきょく）は、五代後唐の初代皇帝。廟号は荘宗。後梁の太祖朱全忠の宿敵であった李克用の嫡男で、父に劣らぬ猛将として活躍した。軍事面では李存勗は朱全忠亡き後の後梁を滅ぼし、さらに前蜀を支配下に置くなど、一時は五代でも屈指の大勢力を築き上げるが、政治家としての実力が皆無でその悪政により家臣の離反を招き、最後は自滅的な非業の最期を遂げた。

## 生涯

### 出生
突厥系沙陀族の出身。沙陀族の長の李克用の長男として生まれた。
開平2年（908年）、李存勗は父が病没した後を受けて晋陽で「晋王」に即位した。
臨終に際して李克用は李存勗に対して3本の矢を与え、「わしが没した後に、3本の矢のうち最初の1本は幽州に割拠して燕王と自称した劉仁恭、もう1本は契丹の太祖耶律阿保機、最後の1本は後梁の太祖朱全忠らをそれぞれ倒すのに使うべきである」と遺言したと言う。
亡父の言葉に従い、乾化3年（913年）には、李存勗は劉仁恭の権力を奪った劉守光を滅ぼして幽州を制圧し、契丹とは修好で臨み、その後はもっぱら後梁に対して激しい攻撃をかけた。

### 即位
後梁では、年老いた朱全忠の暗愚な政治に対する失望感が強まり、さらに継承権を巡っての抗争から、朱全忠は次男の郢王朱友珪に暗殺された。
この内紛に乗じ、李存勗は次々と弱体化した後梁の領土を奪い、923年にこれを滅ぼした（後梁の滅亡）。
同年に唐の副都であった洛陽で皇帝に即位した李存勗（荘宗）は、国号を「唐」と定めた。李存勗らの李姓（もとの姓は朱邪）は唐からの賜姓であったので、その継承者との名目から唐を国号としたのである。
後世の史家は唐と区分するため、一般に「後唐」と呼び習わしている。
同光2年（924年）、荘宗は陝西に割拠して岐王となっていた李茂貞を降伏させ、同光3年（925年）には四川の前蜀を滅ぼし、成都を統治する西川節度使に武将の孟知祥を任じた。
やがて後唐は華北と四川を合わせた五代王朝の最大版図を実現した。

### 治世
荘宗は、武力により帝国の版図を拡大し、武将としては父以上の名将と讃えられた。しかし、政治家としての素質は乏しく、内政面（行政面）では腹心の孔謙に任せきりにし、人民からの過酷な搾取などの悪政が多かった。また、荘宗は唐の玄宗と同様に演劇に戯れて、自らも李天下と称して芝居を演じたという。
このように荘宗は、国号に「唐」を選ぶだけあって、いつも唐の文化に対して強い憧れを持っていた。
前述の通り荘宗は洛陽に遷都し、晩唐の特徴であった宦官を重用した側近政治に偏っていった。特に軍人の監察として宦官を用いたことは、軍人たちの強い不満を買うことになった。それでも、荘宗は、いつも酒と奢侈に溺れて政務を顧みなくなった。
有能な武将である枢密使の郭崇韜は、皇太子の魏王李継岌の四川討伐に従軍した。しかし、郭崇韜を快く思わない宦官が総大将の李継岌に讒言した。
李継岌は父の荘宗にこのことを報告し、讒言を信じた荘宗は宦官の馬彦珪を派遣し郭崇韜を逮捕しようとしたが、皇后劉氏が密に郭崇韜とその家族の誅殺を命じた。さらに、仮子の李継麟（朱友謙）も孔謙の讒言で誅殺された。この事件によって、各地では、不満が爆発し、国に対して謀反が相次いで起こった。
その後、各地での反乱が大規模に発展したので、同光4年（926年）、荘宗は李克用の仮子であった李嗣源に軍を預けてその鎮圧に向かわせた。しかし李嗣源が、逆に軍閥の軍人たちによって次の皇帝に擁立されることになった。
その後、各地の反乱によって補給路を断たれた後唐の首都の洛陽は孤立して食料にも困るようになった。荘宗は自ら親征して反乱軍を討伐しようとしたが、禁軍の士気は全く上がらず、最終的に荘宗は興教門の変で、その禁軍によって逆に殺害された。43歳没。
その後、荘宗の遺体は李嗣源によって雍陵に埋葬されたという。

## 宗室

### 后妃
- 神閔敬皇后劉氏
- 韓淑妃、伊徳妃
- 昭儀侯氏、昭容夏氏、昭媛白氏、出使美宣鄧氏、御正楚真張氏、司簿徳美周氏、侍真呉氏、懿才王氏、咸一韓氏、瑤芳張氏、懿徳王氏、宣一馬氏
- 柴氏（後の郭威の妻）、郭氏（元後梁の皇帝朱友貞の妃）、李氏（後の孟知祥の側室）

### 兄弟
- 永王李存覇、邕王李存美、薛王李存礼、申王李存渥、睦王李存乂、通王李存確、雅王李存紀、李存矩

### 男子
- 魏王李継岌
- 守王李継潼 、光王李継嵩 、真王李継嶦 、川王李継嶢
  - いずれも926年に行方不明になった

### 女子
- 義寧公主（北宋の孝章皇后の祖母）

### 仮子
- 李紹栄（元行欽）
- 李紹安（袁象先）
- 李紹宏（もとの姓は馬）
- 李紹琛（康延孝）
- 李紹崇
- 李紹斌（趙徳鈞）
- 李紹欽（段凝）
- 李紹真（霍彦威）
- 李紹能（米君立）
- 李紹虔（王晏球）
- 李紹奇（夏魯奇）
- 李紹珙（劉訓）
- 李紹英（房知温）
- 李紹瓊（萇従簡）
- 李紹沖（温韜）
- 李継麟（朱友謙）
- 李継璟（李従審、李嗣源の実子）

## 登場作品
- 晩媚と影〜紅きロマンス〜（演：蘇小玎）